# Zala Karola
Zala Karola, Zala Karolina (Nagyvárad, 1879. október 1. – Budapest, 1970. január 13.) színésznő.

## Életútja
Zala Ferenc és Luh Karolina leánya. 1902. december 11-én Budapesten, az Erzsébetvárosban házasságot kötött Parázsó Gyula újságíróval. Tanulmányait a Színművészeti Akadémián végezte, ahol 1907-ben szerzett diplomát. 1907, október 1-től 1932-ig a Magyar Színház tagja volt, 1932–33-ban a Kamara Színházban, 1933–34-ben és 1943–44-ben a Fővárosi Operettszínházban játszott. 1934–1936 között tagja volt a Royal Színháznak, 1939–40-ben és 1945-től 1949-ig a Nemzeti Színháznak. 1927-ben a Belvárosi, 1928-29-ben és 1936-37-ben a Városi, 1932-ben a Király, 1933 és 1938 között a Víg, 1938-ban a Magyar és 1941-ben a Madách Színházban is láthatta a közönség, valamint 1941–1944 között nyaranta szerepelt az Erzsébetvárosi Színház operettjeiben.

## Fontosabb színházi szerepei
- Lina (Molnár F.: Olympia)
- Gertrud (Shakespeare: Hamlet)
- Kelemenné (Boross E.: Forgószél)
- Veronika (Erdélyi M.: Becskereki menyecske)

## Filmszerepei
- A nőstényfarkas (1918)
- A fogadalom (1920)
- Csókolj meg, édes! (1932)
- Piri mindent tud (1932) – Özv. Pókayné Fannyka, Fodor L. Árpád anyósa
- Tavaszi zápor (1932) – Havaneczné, a Fortuna kávéház tulajdonosnője
- Iza néni (1933)
- Rákóczi induló (1933, magyar-német-osztrák) – Jóbék nagynénje
- Az új rokon (1934) – Idus, az egyik rokon nagynéni
- Helyet az öregeknek (1934, magyar-osztrák) – hölgyvendég az eljegyzésen
- Emmy (1934) – Váthyné, Ella néni
- Szerelemi álmok (1935, magyar-német-osztrák) – Duday Mária nagymamája
- Budai cukrászda (1935) – Dr. Demeczky László anyja
- Édes mostoha (1935) – a leánynevelő intézet igazgatónője
- Havi 200 fix (1936) – Szabó Magda anyja
- Méltóságos kisasszony (1936) – vendég Bartoséknál
- Három sárkány (1936) – Tatárné
- Pogányok (1936)
- Mária nővér (1936) – intézeti főnöknő
- Fizessen, nagysád! (1937) – grófnő
- A férfi mind őrült (1937) – hölgy a kiállításon
- Viki (1937) – Kont Istvánné
- Mámi (1937) – német nevelőnő-jelölt
- A 111-es (1937) – Mária főhercegnő
- Két fogoly (1937) – vendég a teadélutánon
- Családi pótlék (1937) – Ajtayné, az elnök felesége, vendég az estélyen
- Te csak pipálj, Ladányi! (1938) – földbirtokosnő, vendég a panzióban
- Elcserélt ember (1938) – özvegyasszony a bálon
- Azurexpressz (1938) – Erna anyja
- Beszállásolás (1938)
- Uz Bence (1938) – Bágyoniné, László anyja
- A pusztai királykisasszony (1938) – Irene, a rosenburgi királynő
- Az utolsó Wereczkey (1939) – Miklóssy Tamásné, Veronika, István anyja
- A miniszter barátja (1939) – vendég az estélyen, a miniszter felesége
- Zúgnak a szirénák (1939)
- Erzsébet királyné (1940) – Ilona hercegnő
- Ismeretlen ellenfél (1940) – Martonné
- Ne kérdezd, ki voltam (1941) – özv. Mohainé
- Miért? (1941) – hölgy az Operában
- Kadettszerelem (1942) – a leánynevelő intézet igazgatónője
- Isten rabjai (1942) – apáca főnökasszony
- Keresztúton (1942) - Klementin, Attovayék rokona
- Késő (1943) – hölgy a színházban
- Zenélő malom (1943) – Gárdayné Irma néni, vendég Rétfalvyéknál
- Fehér vonat (1943)
- A két Bajthay (1944) – Árvayné, banki vezérigazgató felesége
- Szerelmes szívek – Lavotta-szerenád (1944) – Lisette nagynénje
- Egy asszony elindul (1949) - utcai árus, volt nagyságos asszony
- Bolond április (1957)
- Hannibál tanár úr (1957)
- A Noszty fiú esete Tóth Marival (1960)